# Manchester (Pensilvania)
Manchester es un borough ubicado en el condado de York en el estado estadounidense de Pensilvania. En el año 2000 tenía una población de 2.350 habitantes y una densidad poblacional de 1,153.1 personas por km².

## Geografía
Manchester se encuentra ubicado en las coordenadas 40°03′39″N 76°43′11″O / 40.06083, -76.71972.

## Demografía
Según la Oficina del Censo en 2000 los ingresos medios por hogar en la localidad eran de $41,450 y los ingresos medios por familia eran $47,845. Los hombres tenían unos ingresos medios de $32,219 frente a los $22,000 para las mujeres. La renta per cápita para la localidad era de $18,700. Alrededor del 3.7% de la población estaba por debajo del umbral de pobreza.